# Інрік Бааль
Інрік Бааль (фр. Inrick Baal, нар. 10 лютого 1992) — французький футболіст, захисник клубу «Колоніаль» та національної збірної Французької Гвіани.

## Клубна кар'єра
У дорослому футболі дебютував 2013 року виступами за команду клубу «Колоніаль», кольори якої захищає й донині.

## Виступи за збірну
2016 року дебютував у складі національної збірної Французької Гвіани в матчі проти Суринаму.
У складі збірної був учасником розіграшу Золотого кубка КОНКАКАФ 2017 року у США.